# Gumball 3000 med Erik & Mackan
Gumball 3000 med Erik och Mackan är ett underhållningsprogram med Erik och Mackan som kör Gumball 3000. Säsong 1 sändes hösten 2010 i TV6 och säsong 2 sändes hösten 2011 i TV6.

## Säsong 1
Första säsongen sändes under hösten 2010 i TV6 i 8 delar, och handlade om Erik och Mackan när de tillsammans med Ivar Bruvoll Vamråk körde Gumball 3000 våren/sommaren 2010 genom världen. Under denna säsong tävlade de med bland annat freestyleskidåkaren Jon Olsson som även var med i Erik & Mackans program Guldfeber på TV6 våren 2010.
Enligt TV6 själva blev den totala tittarsiffran för säsong 1 cirka 1,7 miljoner, vilket i genomsnitt motsvarar drygt 200 tusen tittare per avsnitt.

## Säsong 2
I början/mitten av augusti 2011 sände TV6 trailrar där en ny säsong av Gumball 3000 med Erik & Mackan annonserades med premiäravsnittet måndagen den 22 augusti 2011 klockan 22.00. Därefter sändes varje nytt avsnitt varje ny måndag. Alla avsnitt är 30 minuter långa inklusive reklampaus. Förutom en annorlunda rutt jämfört med föregående år har även norrmannen Ivar bytts ut mot Östermalmstjejen Nelli Englén som sällskap och titeln assistent. Även under säsong 2 är Jon Olsson med och även denna gång startade äventyren i London.